# 沖縄空手道剛柔流尚禮館
沖縄空手道剛柔流尚禮館は、1954年に渡口政吉が創立した空手道場である。

## 概要
尚禮館空手は剛柔流開祖宮城長順が亡くなった1953年に弟子である渡口政吉がコザ市（現在の沖縄市）で空手道場を始め、翌年3月に空手道剛柔流研究所を発足しのちに尚禮館となる。初代館長は渡口である。
初代館長を務めた初代館長の渡口政吉が沖縄本土で活動した時期は尚禮館と称しており、1960年以降東京に活動を移した際に尚礼館と改称している。

## 名称の由来
沖縄の誇りであった琉球の王である尚家の「尚」と守禮の邦の「禮」を字を拝し沖縄の伝統と誇りを守る空手として初代館長の渡口が命名した。

## 他の剛柔流空手との違い
渡口政吉は、宮城長順の空手の構想と遺志を受け継ぎ、当時未完成だった宮城の指導体系を再構築し新たに尚禮館の指導体系として完成させた。 
1. 普及型1・2・3
2. 撃破第１ 第2 第3
3. 鶴破第１ 第2
4. 白鶴の型
5. 分解組手
6. 基礎組手（初段から十段）
7. 古流型の分解組手
8. 少年部用の沖縄のリズムで行うリズム空手
9. リズム棒術

## 年表
- 1954年（昭和29年）沖縄県コザ（現在の沖縄市）で空手道沖縄剛柔流研究所尚禮館創立
- 1958年（昭和33年）鹿児島県奄美尚禮館創立
- 1962年（昭和37年）尚礼館目黒道場開設
- 1963年（昭和38年）東京都中野区に尚礼館開設
- 1963年（昭和38年）東京都中野区南部公会堂において、第一回尚礼館空手道大会主催
- 1965年（昭和40年）全沖縄空手道選手権および演武大会主催
- 1969年（昭和44年）東京本部道場を新築開設、ニューヨークに尚礼館アメリカ本部開設
- 1972年（昭和47年）尚礼館カナダ道場開設
- 1982年（昭和57年）尚礼館イタリアミラノ道場開設
- 1998年（平成10年）初代会長渡口政吉逝去、渡口の妻・春子が二代目会長就任
- 2001年（平成13年）渡口春子の沖縄帰郷に伴い、尚礼館本部道場を沖縄市中の町の発祥拠点に移転
- 2004年（平成16年）渡口春子が二代目会長退任、東京本部道場閉館し、尚礼館は国内、海外、沖縄に分裂した。

## 渡口政吉死後の内部分裂
1998年8月31日に渡口政吉が逝去し、2代目会長渡口春子の沖縄帰郷に伴い、春子が尚礼館本部を沖縄に戻そうと奮闘したことも相まって、日本国内と世界中に広がる尚礼館道場の強固な組織の継承問題は混迷を極め、沖縄、本土、海外の尚礼館に分裂した。本土においては尚礼館成願寺道場を総本部として沖縄空手道剛柔流尚礼会が残っている。玉野十四雄は、沖縄空手道剛柔流国際尚礼館を設立し、ヨーロッパ、アメリカ、グアテマラの各尚礼館支部館長となり、現在はアメリカ、プエルトリコ、ヨーロッパ、インド尚礼館の会長、最高師範となり指導している。